# Sidi Slimane
Sidi Slimane (arabisch سيدي سليمان; Zentralatlas-Tamazight ⵙⵉⴷⵉ ⵙⵍⵉⵎⴰⵏ Sidi Sliman) ist eine marokkanische Stadt mit etwa 95.000 Einwohnern; sie ist die Hauptstadt der Provinz Sidi Slimane in der Region Rabat-Salé-Kénitra.

## Lage und Klima
Die Stadt Sidi Slimane liegt am Oued Beht, einem Nebenfluss des Sebou, am Südrand der Gharb-Ebene in einer Höhe von etwa 30 bis 40 m. Die Küstenstädte Kénitra und Rabat liegen gut 65 km (Fahrtstrecke) westlich bzw. etwa 117 km südwestlich. Im Südosten befinden sich die Städte Fès (ca. 115 km) und Meknès (ca. 67 km). Das Klima ist gemäßigt bis warm; Regen (ca. 450 mm/Jahr) fällt nahezu ausschließlich im Winterhalbjahr.

## Bevölkerung
| Jahr      | 1994   | 2004   | 2014   | 2024   |
| Einwohner | 69.645 | 78.060 | 92.989 | 95.114 |

Die größtenteils in der zweiten Hälfte des 20. Jahrhunderts aus den umliegenden Dörfern und Bergregionen des Mittleren und Hohen Atlas zugewanderten Einwohner sind meist berberischer Abstammung. Umgangssprache ist jedoch in der Regel marokkanisches Arabisch.

## Wirtschaft
In den Dörfern der Umgebung von Sidi Slimane wird in großem Umfang Feldwirtschaft betrieben; Tierhaltung (Schafe, Ziegen, Hühner) ist dagegen eher selten geworden. Die Stadt selbst fungiert als regionales Handwerks-, Handels- und Dienstleistungszentrum und bietet die für die Region wichtigen Ausbildungsstätten und Gesundheitszentren.
Etwa 10 km westlich befindet sich der Militärflugplatz Sidi Slimane Air Base, der auch während des Kalten Krieges von NATO-Staaten genutzt wurde.

## Geschichte
Zur älteren Geschichte des Ortes liegen – wie in den Berbergebieten des Maghreb allgemein üblich – keine schriftlichen Aufzeichnungen vor. Einige Forscher lokalisieren hier die um das Jahr 30 v. Chr. von Augustus gegründete Veteranenkolonie Babba Iulia Campestris, die von anderen eher bei Ksar-el-Kebir oder an anderer Stelle verortet wird. Zu Beginn der französischen Protektoratszeit (1912) war Sidi Slimane nur ein größeres Dorf mit etwa 2.500 Einwohnern und einem regional bedeutsamen Marabout-Grabmal; seine heutige Bedeutung erlangte der Ort unter den Franzosen, die ihn Petit Paris („Klein Paris“) nannten, und vor allem nach der Unabhängigkeit Marokkos (1956).
Am 31. Januar 1958 stürzte eine B-47 der US Air Force mit einer Atombombe an Bord kurz nach dem Start auf dem Militärstützpunkt Sidi Slimane, ungefähr 90 km nordöstlich von Rabat, ab und brannte etwa 7 Stunden lang aus. Es kam zu keiner Nuklearexplosion, jedoch wurde das Gebiet weiträumig verstrahlt, so dass die Bevölkerung in der Umgebung evakuiert werden musste.

## Sehenswürdigkeiten
Das Stadtbild mit seinem geradlinig verlaufenden Straßennetz vermittelt ein insgesamt modernes Aussehen.